# حسينية إرشاد
حسينية إرشاد (الفارسية: حسینیه ارشاد) هي مؤسسة ثقافية ودينية [الإنجليزية] بارزة تقع في شارع شريعتي في طهران، في إيران. تأسس في أوائل الستينيات، وكان مصممًا ليكون بمثابة مكان غير تقليدي لإلقاء المحاضرات والمناقشات حول التاريخ والثقافة والمجتمع والدين، وجذب الجمهور المتعلم مقارنة بالمساجد التقليدية.

## التاريخ
تأسست حسينية إرشاد في أوائل ستينيات القرن العشرين على يد ناصر ميناشي، الذي تصورها كمركز للحوار الفكري والثقافي. اكتسبت المؤسسة شهرة سريعة بسبب نهجها غير التقليدي، حيث قدمت محاضرات ومناقشات حول مجموعة متنوعة من المواضيع.
خلال أواخر الستينيات وأوائل السبعينيات، أصبح المركز مركزًا للأنشطة الثورية ضد حكومة بهلوي. وكان علي شريعتي - عالم اجتماع تخرج في السوربون وأحد أكثر المفكرين الإسلاميين تأثيرًا في القرن العشرين - ألقى العديد من محاضراته الشهيرة في المؤسسة، وجذب عددًا كبيرًا من المتابعين بين الطلاب والمثقفين. لقد لعبت خطابات شريعتي دورًا فعالًا في تشكيل الفكر الثوري وحركة الإحياء الإسلامي في إيران.
في عام 1972، أغلقت الحكومة البهلوية حسينية إرشاد بسبب أنشطتها السياسية. ومع ذلك، بعد الثورة الإيرانية في عام 1979 م، أُعيد افتتاحها واستمرّت منذ ذلك الحين في العمل كمركز للتعليم الثقافي والديني. وتظل مكتبتها، التي كانت تحتوي على ما يقرب من 60 ألف مجلد و350 اشتراكًا دوريًا اعتبارًا من أوائل التسعينيات، موردًا مهمًا للطلاب والباحثين والمجتمع المحلي.

## المتحدثون العامون
لقد كانت حسينية إرشاد بمثابة منصة للعديد من الشخصيات المؤثرة لمخاطبة الجمهور حول مواضيع تتعلق بالثقافة والدين والمجتمع. ومن بين المتحدثين الأكثر شهرة:
- علي شريعتي: عالم اجتماع ومفكر إسلامي ألقى محاضرات رائدة في المؤسسة خلال أواخر الستينيات وأوائل السبعينيات، مما ألهم الفكر الثوري بين الشباب الإيراني.[1]
- مرتضى مطهري: عالم إسلامي وفيلسوف بارز أكدت محاضراته في حسينية الإرشاد على أهمية المبادئ الإسلامية في المجتمع الحديث.[1]
- ناصر ميناشي: مؤسس حسينية الإرشاد، الذي تحدث مرارًا وتكرارًا عن أهمية الحرية الفكرية والحوار الثقافي.[1]

وتستمر المؤسسة في استضافة محاضرات للعلماء والمفكرين والشخصيات العامة المعاصرين، مما يجعلها مكانًا حيويًا للحوار الثقافي والديني في طهران.

## طالع أيضًا
- الحسينية
- علي شريعتي
- الثورة الإسلامية

## روابط خارجية
- مكتبة حسينية إرشاد الرقمية
- صورة حسينية إرشاد